# Mairé-Levescault
Mairé-Levescault är en kommun i departementet Deux-Sèvres i regionen Nouvelle-Aquitaine i västra Frankrike. Kommunen ligger i kantonen Sauzé-Vaussais som tillhör arrondissementet Niort. År 2022 hade Mairé-Levescault 562 invånare.

## Befolkningsutveckling
Antalet invånare i kommunen Mairé-Levescault
| Referens: INSEE |